# 断捨離パラダイス
『断捨離パラダイス』（だんしゃりパラダイス／英題：Hoarder on the Border）は、2023年6月30日に公開された日本映画。監督は萱野孝幸。
全6篇のオムニバス形式で描かれる人情喜劇で、各編の主演をそれぞれ篠田諒、泉谷しげる、中村祐美子、武藤十夢、関岡マークが担う。
女優の中村祐美子が自身初となるプロデューサーを務める。
2022年のSKIPシティ国際Dシネマ映画祭で、特別招待作品として2022年7月22日にワールドプレミア上映された。

## キャスト
- 第1篇　白高律稀：篠田諒
- 第2篇　青原明日華：中村祐美子
- 第3篇　ボン・デ・グスマン：関岡マーク
- 第4篇　金田繁男：泉谷しげる
- 第5篇　岸田万莉子：武藤十夢
- 第6篇　白高律稀：篠田諒

## スタッフ
- 脚本／監督／編集：萱野孝幸
- プロデューサー／宣伝：中村祐美子
- 撮影：宗大介
- 録音：中堀良栄
- 音響：地福聖二
- 美術：稲口マンゾ
- 音楽：松下雅史
- 衣装：松竹衣裳
- ヘアメイク：西野黎
- 助監督：長谷川テツ
- スチール：近藤悟
- メインビジュアル：岡田賢
- 配給：クロックワークス

## 受賞
- 第23回ニッポン・コネクション ニッポン・ヴィジョンズ観客賞